# Bayadera kali
Bayadera kali – gatunek ważki z rodziny Euphaeidae.